# Henry Darrow
Enrique Tomás Delgado Jiménez, conocido como Henry Darrow (Nueva York, 15 de septiembre de 1933-Wilmington, Carolina del Norte, 14 de marzo de 2021), fue un actor estadounidense.

## Carrera
Nacido en Nueva York, Estados Unidos, y registrado como Enrique Delgado, fue el primer hijo de Gloria y Enrique Delgado, quienes migraron de Corozal, Puerto Rico, hacia Nueva York a principios de los años treinta.
Henry Darrow es conocido por interpretar el papel de Manolito Montoya, en la teleserie popular El Gran Chaparral, con Linda Cristal, Leif Erickson y Cameron Mitchell en los papeles principales. En 1983, protagonizó la serie Zorro and Son, en la cual interpreta a don Diego de la Vega, el Zorro Sr. También interpretó a don Alejandro de la Vega en la versión de los años noventa. Como actor invitado, actuó en series, como Bonanza, Gunsmoke, Mission: Impossible, Night Gallery, Kung Fu, Kojak, Dallas, Airwolf y Magnum, P.I., entre muchas otras.[cita requerida]

### Muerte
Henry Darrow falleció a los ochenta y siete años en su hogar, en Wilmington, Carolina del Norte, Estados Unidos.

## Filmografía Selecta
- 1959: Maldición diabólica
- 1969: Revenge of the virgins
- 1960: The 3rd Voice
- 1961: Sniper's Ridge
- 1963: The Outer Limits, teleserie
- 1967: Bonanza, S8 E22
- 1967-1971: El Gran Chaparral, teleserie
- 1972: Cancel My Reservation
- 1973: Hernandez, telefilme
- 1973: Brock's Last Case, telefilme
- 1973: Badge 373
- 1974: Harry O, teleserie
- 1978: Where's Willie?
- 1979: A Life of Sin
- 1980: Attica, telefilme
- 1983: Zorro and Son, teleserie, 5 episodios
- 1983: Losin' It
- 1985: Me and Mom, teleserie
- 1986: The Hitcher
- 1987: Mission Kill
- 1988: In Dangerous Company
- 1989: L.A. Bounty
- 1990: The Last of the Finest
- 1990: Zorro, teleserie, 5 episodios
- 1994: Maverick
- 1994: Criminal Passion
- 1995: Empire, telefilme
- 1998: Tex Murphy: Overseer
- 1998: Mom, Can I Keep Her?
- 1999: Enemy Action
- 1999: Tequila Body Shots
- 2002: Runaway Jury
- 2005: The Writer's Pub
- 2005: Angels with Angles
- 2008: Primo
- 2012: Soda Springs

También actuó como actor invitado en la serie Star Trek: La nueva generación, como el contraalmirante vulcano Savar. Y en Star Trek: Voyager, interpretando a un antepasado, (padre) del coprotagonista Robert Beltran.